# Tiểu thuyết ngắn
Tiểu thuyết ngắn (tiếng Anh: novella ) hay truyện vừa là một dạng văn bản hư cấu, văn xuôi tự sự, thông thường dài hơn truyện ngắn nhưng lại ngắn hơn tiểu thuyết. Một tiểu thuyết ngắn có thể có nhiều tuyến nhân vật cũng có thế chỉ một tuyến nhân vật. Tiểu thuyết ngắn là dạng văn chương phổ biến ở các ngôn ngữ châu Âu.